# Lightning de Rockford
Pour les articles homonymes, voir Lightning.
Le Lightning de Rockford (Rockford Lightning en anglais), était une franchise américaine de basket-ball de la Continental Basketball Association. L'équipe était basée à Rockford (Illinois).

## Historique
Le Lightning était la plus ancienne équipe de la Continental Basketball Association, puisque existant dès la saison inaugurale de la ligue, sous le nom de Lancaster Red Roses et basée à Lancaster (Pennsylvanie). Elle appartenait depuis le début aux ligues ancestrales de la CBA. L'équipe déménagea ensuite à Baltimore pour une saison avant de rejoindre Rockford. Le 20 janvier 2006, le propriétaire annonce que l'équipe cesse ses activités. Un consortium local tente alors de relancer l'équipe, en vain.

## Noms successifs
- 1946 - 1980 : Lancaster Red Roses (aussi appelés Lancaster Rockets et Lancaster Roses durant cette période)
- 1980 - 1981 : Philadelphia Kings
- 1981 - 1985 : Lancaster Lightning
- 1985 - 1986 : Baltimore Lightning
- 1986 - 2006 : Rockford Lightning

## Ligues disputées
- 1946 - 1949 : Eastern Professional Basketball League
- 1946 - 1947 : American Basketball League[2]
- 1947 - 1953 : équipe en sommeil
- 1953 - 1955 : Eastern Professional Basketball League
- 1975 - 1978 : Eastern Basketball Association
- 1978 - 2000 : Continental Basketball Association
- 2000 - 2001 : International Basketball League
- 2001 - 2006 : Continental Basketball Association

## Palmarès
- Finaliste de la CBA : 2005

## Entraîneurs successifs
- ? - ? :  Chris Daleo
- ? - ? :  Darrell Walker

## Joueurs célèbres ou marquants
- Bruce Bowen
- Earl Boykins
- Chris Childs
- Howard Eisley
- John Ford
- Mike James
- David Kornel
- Roger Powell